# Bob Dylan’s Greatest Hits
1967. március 27-én jelent meg Bob Dylan első válogatásalbuma, a Bob Dylan’s Greatest Hits. Az 1966-os Blonde on Blonde, valamint az abban az évben történt motorbalesete óta ez volt az első albuma. Dylan 1966-os világkörüli turnéja óta visszavonult és új felvételeket sem akart készíteni (a The Basement Tapes dalai is hónapokkal később készültek), a Columbia Records viszont szeretett volna újabb bevételekhez jutni. Ennek eredménye a kiadvány, a kiadó első Dylan-válogatása. Mellesleg ez volt a Columbia első 5.98 dolláros lemeze, ami egy dollárral volt drágább az akkori albumoknál.
Az album voltaképpen Dylan 1960-as években kiadott kislemezeinek gyűjteménye, mivel a The Times They Are A-Changin’, az It Ain’t Me Babe és a Mr. Tambourine Man kivételével az Egyesült Államokban az összes dal megjelent kislemezen (bár a Times a brit kislemezlistán a 9. helyig jutott). 1965-ben a The Byrds Mr. Tambourine Man-feldolgozása listavezető lett, 1963-ban pedig a Blowin’ in the Wind a Peter, Paul and Mary előadásában lett sláger. A többi hat dal 1965 és 1966 folyamán szerepelt a Billboard Top 40 listáján. A gyűjtemény talán legnagyobb erénye az, hogy olyan kor dokumentuma, amikor komplex, filozofikus szövegű dalok is bekerülhettek a Top 10-be: a Like a Rolling Stone és a Rainy Day Women#12 & 35 2., a Positively 4th Street a 7. helyet érte el. Utóbbi dal az egyetlen, mely korábban csak kislemezen jelent meg (a Highway 61 Revisited felvételei idején készült).
A Bob Dylan’s Greatest Hits borítóján látható képet Roland Scherman készítette Dylan 1965. november 28-i washingtoni koncertjén. A borítóért Scherman 1967-ben Grammy-díjat kapott. Az eredeti album csomagjában helyet kapott Milton Glaser „pszichedelikus” Dylan-posztere is, melyet a néhány év múlva kialakuló rocksajtó előszeretettel becsmérelt. Bár Dylan többször is nemtetszését fejezte ki a képpel kapcsolatban, az 1971-es Bob Dylan’s Greatest Hits Vol. II borítóján hasonló – a Banglades megsegítésére rendezett koncerten készült – kép látható. A második rész készítésébe Dylannek sokkal több beleszólása volt.
Az album a listákon előkelő helyen szerepelt (UK #3; US #10), az USA-ban ma ötszörös platinalemez, egyúttal Dylan egyik legjobban fogyó albuma. Az 1997-ben megjelent újrakevert kiadáson a Positively 4th Street néhány másodperccel hosszabb változata hallható.

## Az album dalai
Minden dalt Bob Dylan írt.
1. Rainy Day Women#12 & 35
2. Blowin’ in the Wind
3. The Times They Are A-Changin’
4. It Ain’t Me Babe
5. Like a Rolling Stone
6. Mr. Tambourine Man
7. Subterranean Homesick Blues
8. I Want You
9. Positively 4th Street
10. Just Like a Woman